# کمبوه
کمبوه به زبان پنجابی ਕੰਬੋ نام طایفه ای در شمال هند و شرق پاکستان است.
نام قبیله احتمالاً از واژهٔ فارسی کای امبوه گرفته شده‌است، این نام یک نژاد پادشاهی است که این قبیله از نوادگان آنها هستند. آیین آنها هندو، سیک و اسلام است. گفته می‌شود هندوهای آنها با راجپوت نسبت دارند و بعد از جنوب افغانستان به ایران آمده‌اند. بسیاری از نویسندگان هندی ادعا می‌کنند که سیک‌های کمبوه از بهترین کشاورزان هند اند.